# Blastophorum fusarioides
Blastophorum fusarioides är en svampart som beskrevs av K. Matsush. & Matsush. 1996. Blastophorum fusarioides ingår i släktet Blastophorum, divisionen sporsäcksvampar och riket svampar.   Inga underarter finns listade i Catalogue of Life.